# Batrachoseps
Batrachoseps – rodzaj płazów ogoniastych z podrodziny Hemidactyliinae w rodzinie bezpłucnikowatych (Plethodontidae).

## Zasięg występowania
Rodzaj obejmuje gatunki występujące w Oregonie i Kalifornii w Stanach Zjednoczonych do północnej Kalifornii Dolnej w Meksyku.

## Systematyka

### Etymologia
- Batrachoseps: gr. βατραχος batrakhos „żaba”; σηψ sēps σηπος sēpos „rodzaj jaszczurki”[5].
- Plethopsis: rodzaj Plethodon Tschudi, 1838; gr. οψις opsis „wygląd”[5]. Gatunek typowy: Plethopsis wrighti Bishop, 1937.

### Podział systematyczny
Do rodzaju należą następujące gatunki:

- Batrachoseps altasierrae Jockusch, Martínez-Solano, Hansen & Wake, 2012
- Batrachoseps aridus Brame, 1970
- Batrachoseps attenuatus (Eschscholtz, 1833) – wydłużak kalifornijski[6]
- Batrachoseps bramei Jockusch, Martínez-Solano, Hansen & Wake, 2012
- Batrachoseps campi Marlow, Brode & Wake, 1979
- Batrachoseps diabolicus Jockusch, Wake & Yanev, 1998
- Batrachoseps gabrieli Wake, 1996
- Batrachoseps gavilanensis Jockusch, Yanev & Wake, 2001
- Batrachoseps gregarius Jockusch, Wake & Yanev, 1998
- Batrachoseps incognitus Jockusch, Yanev & Wake, 2001
- Batrachoseps kawia Jockusch, Wake & Yanev, 1998
- Batrachoseps luciae Jockusch, Yanev & Wake, 2001
- Batrachoseps major Camp, 1915
- Batrachoseps minor Jockusch, Yanev & Wake, 2001
- Batrachoseps nigriventris Cope, 1869
- Batrachoseps pacificus (Cope, 1865)
- Batrachoseps regius Jockusch, Wake & Yanev, 1998
- Batrachoseps relictus Brame & Murray, 1968
- Batrachoseps robustus Wake, Yanev & Hansen, 2002
- Batrachoseps simatus Brame & Murray, 1968
- Batrachoseps stebbinsi Brame & Murray, 1968
- Batrachoseps wakei Sweet & Jockusch, 2021
- Batrachoseps wrighti (Bishop, 1937)